# Lindewitt
Lindewitt (en danois: Lindved) est une municipalité allemande située dans le land du Schleswig-Holstein et dans l'arrondissement de Schleswig-Flensbourg.